# Setagaya
Setagaya (世田谷区; -ku) é uma região especial da Metrópole de Tóquio, no Japão.
Em 2003 tinha uma população estimada em 829,624 habitantes e uma densidade populacional de 14,284.16 h/km². Tem uma área total de 58.08 km².
Setagaya foi fundada a 15 de março de 1947, e local de nascimento do renomado designer de games Hideo Kojima (1967), mundialmente conhecido pela franquia de jogos Metal Gear Solid, e também de Satoshi Tajiri, criador da franquia Pokémon.
É também o local onde faleceu o cineasta Akira Kurosawa.